# 柏市立酒井根小学校
柏市立酒井根小学校（かしわしりつ さかいねしょうがっこう）は、千葉県柏市にある市立小学校。

## 概要
公式キャラクターに、「酒小ゴレンジャー」がいる。

## 校区
- 酒井根5～26番地、31番地、39～50番地、65～75番地、358～417番地、752～765番地、767～768番地、777～779番地、799番地、1888～1908番地[1]
- 増尾台二丁目8～9番、11～16番、18～31番
- 増尾台三丁目15番、21番
- 増尾台四丁目1～5番、12番
- 酒井根一丁目、二丁目、三丁目、四丁目、五丁目
- 青葉台一丁目
- 青葉台二丁目2～4番
- 南増尾一丁目1～21番
- 南増尾二丁目